# 阮佃夫
阮佃夫（427年—477年5月19日），會稽諸暨（今浙江諸暨市）人。南朝宋時宋明帝的倖臣，他曾組織兵變弒宋前廢帝，讓宋明帝得以繼位，並在宋明帝及宋後廢帝兩朝中掌權，期間多有貪賄及奢侈的行徑。後因圖謀廢立，被揭發後遭處死。

## 生平
阮佃夫在元嘉年間以臺小史出身。後湘東王劉彧選他為主衣，宋孝武帝又召他回朝補內監。永光元年（465年），劉彧再請佃夫為湘東世子師，並很信賴他。不過，時劉彧與始安王劉休仁、山陽王劉休祐三王皆遭宋前廢帝猜忌，廢帝將他們拘於殿內逼辱，甚至屢有殺掉他們的意欲。劉彧對此並無辦法，阮佃夫則與王道隆、李道兒及皇帝身邊的淳于文祖共謀廢立之事，圖解救身陷秘書省的劉彧。直閤將軍柳光世與繆方盛及周登之當時都有意圖，礙於沒找到所奉的宗王，在知佃夫等人有所圖後就派了與劉彧有舊情的周登之去邀結佃夫，佃夫亦很高興。
景和元年十一月二十九日下午，前廢帝出遊華林園，獨獨沒帶劉彧出行，佃夫將廢立之謀告知外監典事朱幼、主衣壽寂之及細鎧主姜產之；朱幼及姜產之又分別向中書舍人戴明寶及細鎧將王敬則通謀，全都支持行動。其時前廢帝想南巡，命令心腹直閤將軍宗越在傍晚出外準備，華林閤於是只留下隊主樊僧整防守，柳光世於是直接邀請這位同鄉加入起事，僧整亦同意。這晚，前廢帝在竹林堂前與巫師射鬼，壽寂之就持刀闖入，姜產之等一行人在後跟隨，終成功殺掉前廢帝。劉彧隨即獲推為主，數日後正式登位為帝，即宋明帝，並論功行賞，佃夫獲封建成縣侯，食邑八百戶，遷南臺侍御史。
宋明帝即位之初國內大部分地區都不支持他，其中反明帝薛索兒及山陽太守程天祚在淮河一帶地區活躍，佃夫就與各軍前往討伐，擊破薛索兒，逼降程天祚。接著又以龍驤將軍、司徒參軍率兵增援赭圻，與尋陽朝廷主力對峙。後轉太子步兵校尉、南魯郡太守，在東宮侍太子。泰始四年（468年），佃夫以討薛索兒功獲增封至一千戶，又以本官兼游擊將軍，假寧朔將軍，與輔國將軍兼驍騎將軍孟次宗，以及左衞、右衞將軍參與宮中值軍。
泰豫元年（472年），佃夫除寧朔將軍、淮南太守，又遷驍騎將軍，加淮陵太守。同年宋明帝去世，宋後廢帝即位，佃夫的權力也加重了，加兼中書通事舍人，加給事中、輔國將軍。佃夫及後想用親信張澹為武陵太守，包括顧命大臣衞將軍袁粲以內的上下眾官都不同意，但佃夫逕自稱敕施行，袁粲等人亦無可奈何。元徽三年（475年），佃夫轉任黃門侍郎，領右衞將軍，仍兼淮陵太守。元徽四年（476年）改領驍騎將軍，同年八月轉使持節，督南豫州諸軍事、冠軍將軍、南豫州刺史、歷陽太守，雖然外任南豫州，但仍舊兼管朝內事。同年阮佃夫參與撲滅了建平王劉景素的起事，以功獲增食邑五百戶。
在朝野當日都屬意建平王為君之時，阮佃夫等人以後廢帝年少方便專權而反對廢立之事，而今建平王敗死，後廢帝的狂悖行徑卻沒有停止，經常走出宮外，更加只帶著數人騎馬四處亂闖，不論郊野還是鬧市都這樣去，眾人都很憂心。阮佃夫此時就與直閤將軍申伯宗、步兵校尉朱幼及于天寶圖謀廢帝，改立後廢帝弟弟安成王劉準。元徽五年（477年），他們看中了後廢帝打算到江乘打獵雉雞的機會，由於廢帝每次往北出遊都會在樂遊苑前拋下其隨行隊伍自己走了，故佃夫就計劃假稱太后令以召還這些隊伍，接著關上城門，分別派人駐守東府及石頭城，接著派人將後廢帝抓回來並廢黜他，立新君後自己就以揚州刺史身份輔政。他們的計劃都準備好之下，後廢帝卻沒有成行，于天寶接著就向廢帝告發，佃夫遂於四月廿一（477年5月19日）在光祿外部被捕，處死，享年五十一歲。

## 性格特徵
- 阮佃夫、王道隆及楊運長在明帝朝中掌權，位僅次君主，連孝武帝朝的倖臣戴法興、巢尚之也及不上他們。有一次正月初一遇上日蝕，尚書奏請元會改期，佃夫竟然說：「元旦慶祝聚會是國家大禮儀，為甚麼不改日蝕日子呀。」他又常常收賄，還收得很多，曾有人給他二百匹絹布，他嫌少就沒有給他回信，故其家都很富裕，甚至比公家更富有[4]。而明帝登位時多有戰事，後為褒賞軍功而濫發官爵，連佃夫的僕從都有不低的官職，如捉車人獲授虎賁中郎；傍馬者是員外郎。由於佃夫掌權，每天都有很多人去拜訪他，但佃夫卻自表矜傲，能進其廰室的只有沈勃、張澹等數人而已。

- 佃夫生活奢侈，他的宅第園池好得連諸王的都比不上，收藏的金玉錦繡飾品連宮中都沒有他那麼多，而所養的數十妓女不論技藝和美貌都是冠絕當時。阮佃夫每製一件衣服或一樣物件都得建康人爭相仿效。佃夫在屋宅中開鑿小河，這條河向東伸延十多里長，岸邊都很整潔，河更可讓輕舟航行，甚至讓伎女在上面奏樂。又有一次中書舍人劉休去見佃夫，正遇上佃夫出行，佃夫立即就決定和劉休折返家中，並立即命人準備宴席；雖然決定很倉卒，但還是能準備好各種珍饈，數十種熟食都是新鮮煮熟的。而佃夫還曾準備數十人的宴席接待賓客，又是立即就做，即使是西晉時的豪富王愷及石崇都及不上他。

## 延伸阅读
[在维基数据编辑]
 《宋書/卷94》，出自沈约《宋书》